# Циммерн-унтер-дер-Бург
Циммерн-унтер-дер-Бург (нім. Zimmern unter der Burg) — громада в Німеччині, знаходиться в землі Баден-Вюртемберг. Підпорядковується адміністративному округу Тюбінген. Входить до складу району Цоллернальб.
Площа — 5,05 км2. Населення становить 460 ос. (станом на 31 грудня 2020).